# Sphecophaga vesparum
Sphecophaga vesparum är en stekelart som först beskrevs av Curtis 1828.  Sphecophaga vesparum ingår i släktet Sphecophaga och familjen brokparasitsteklar. Arten är reproducerande i Sverige.

## Underarter
Arten delas in i följande underarter:
- S. v. diplopterorum
- S. v. burra

## Bildgalleri

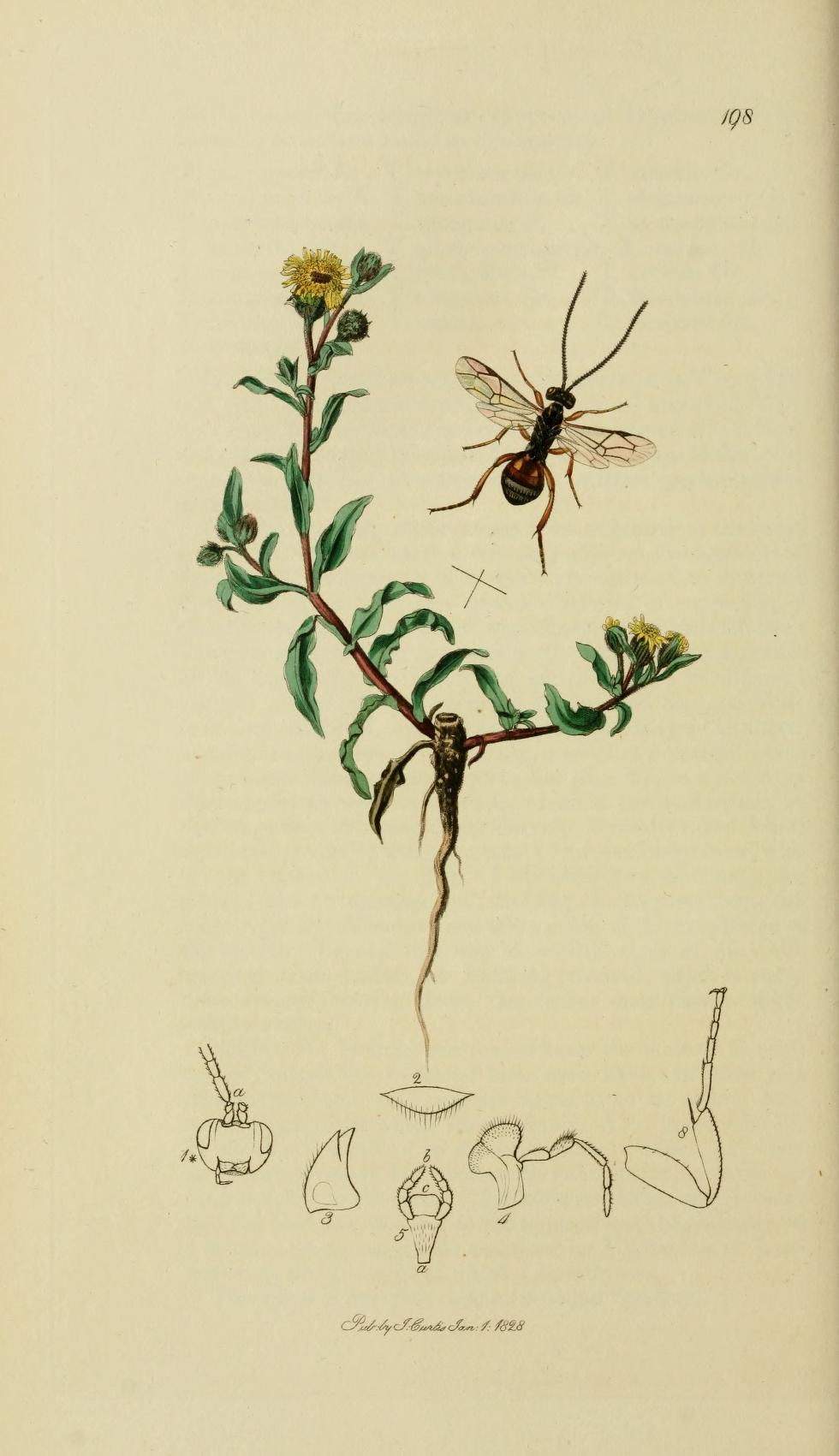